# Nagybaromlaki erődtemplom
A nagybaromlaki erődtemplom műemlékké nyilvánított épület Romániában, Szeben megyében. A romániai műemlékek jegyzékében az SB-II-a-A-12582 sorszámon szerepel; emellett az Erdély erődtemplomos falvai elnevezésű világörökségi helyszín része.

## Története
A település nevét az írott forrásokban a 13. században a szászok letelepedésének idején említették először Villa Baromlak néven. A település lakossága századokon át szászokból és székelyekből és románokból állt, ezért három neve is van: a szászok nyelvén Wurmloch, azaz kígyók erdeje, magyarul Nagybaromlaka, és a 19. századtól román nyelven Valea Viilor (a Szőlőskertek völgye) néven volt ismert.
Az Evangélikus Erődtemplom és annak védőfalai a település központjában találhatók.

## Leírása
A nagybaromlaki erődtemplom impozáns impozáns épülete a 15. században, gótikus stílusban épült, egy 13. századi római kori bazilika helyén.
A  templomot körülvevő 6–7 m magas védőfalat négy bástya erősíti. A templom belsejét értékes tárgyak díszítik, köztük 16. századból való szószék és ülőhelyek. Oltára a 18. századból való, orgonája 18. századi.
Az erődített evangélikus templomegyüttes 1999 óta UNESCO világörökségi helyszín.